# Comitato Polacco di Liberazione Nazionale

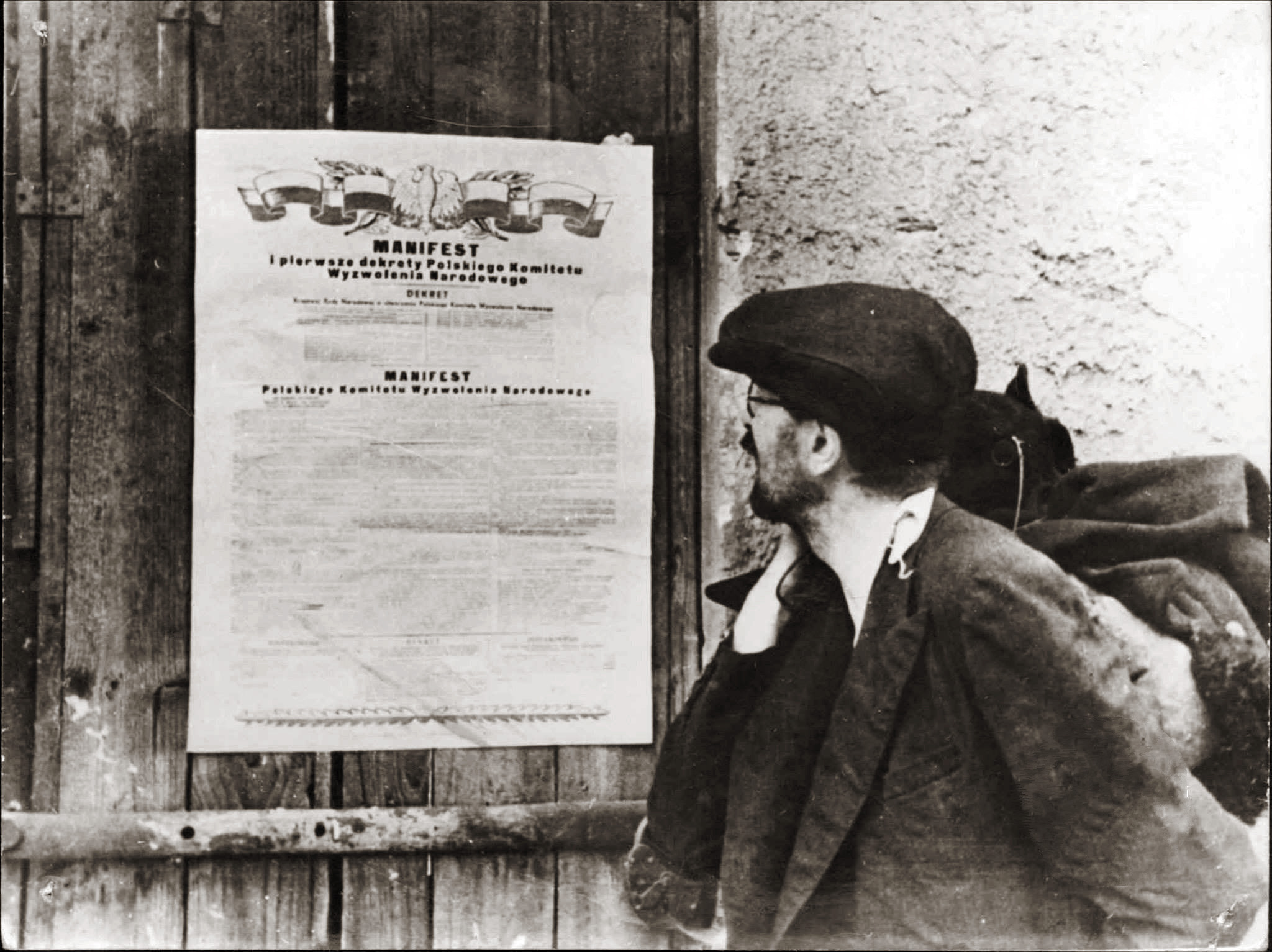
Foto di un cittadino che legge il Manifesto del PKWN, stampato il 22 luglio 1944.

Il Comitato Polacco di Liberazione Nazionale (in polacco: Polski Komitet Wyzwolenia Narodowego, PKWN), anche conosciuto come Comitato di Lublino, fu un governo provvisorio della Polonia proclamato ufficialmente il 21 luglio 1944 a Chełm sotto la direzione del Consiglio Nazionale di Stato (Krajowa Rada Narodowa, KRN) in opposizione al governo in esilio della Polonia. Esercitò il controllo sui territori polacchi riconquistati alla Germania nazista e fu sostenuto dall'Unione Sovietica.

## Storia
Il 22 luglio 1944 fu pubblicato il Manifesto del PKWN, che annunciò riforme radicali in campo sociale, politico ed economico, la continuazione della guerra contro la Germania nazista, la nazionalizzazione dell'industria e un confine statale onesto ad ovest. Proclamò il PKWN come "l'unico governo polacco legittimo", rompendo pertanto con il governo polacco in esilio. Poco dopo l'URSS iniziò a trasferire il potere nelle aree controllate dai sovietici nei Voivodati di Lublino, Białystok, Rzeszów e Varsavia al PKWN. Tuttavia, il controllo effettivo di queste aree rimase nelle mani del NKVD e dell'Armata Rossa. A partire dal 1º agosto 1944, il Comitato ebbe sede ufficiale a Lublino. Nikolai Bulganin rappresentava l'amministrazione sovietica.
Tra i membri del PKWN c'erano politici di vari partiti comunisti e di sinistra accettati dalle autorità. Il Presidente era Edward Osóbka-Morawski (Partito Socialista Polacco, PPS) e i vicepresidenti erano Wanda Wasilewska (Unione dei Patrioti Polacchi, ZPP) e Andrzej Witos (Partito Politico Popolare, SL), fratello minore di Wincenty Witos, politico del periodo pre-bellico. Andrzej Witos fu poi sostituito da Stanisław Janusz.

Il Manifesto del PKWN, stampato il 22 luglio 1944.

Tra gli altri membri vi erano quelli del KRN, del ZPP, del Partito dei Lavoratori Socialisti Polacchi (RPPS), SL, Partito Democratico (SD), il Partito dei Lavoratori Polacchi (PPR) e non affiliati. Gran parte di queste organizzazioni e dei politici erano sconosciuti alla società polacca.
Alla fine di dicembre 1944 il PKWN si unì a diversi membri del governo in esilio della Polonia, e tra questi vi fu Stanisław Mikołajczyk. Il 31 dicembre 1944, poco prima che l'Unione Sovietica conquistasse Varsavia, il PKWN fu trasformato nel Governo provvisorio della Repubblica di Polonia (in polacco: Rząd Tymczasowy Republiki Polskiej, RTRP), che doveva governare le aree strappate dall'Armata Rossa alla Germania nazista fino allo svolgimento delle elezioni.

## Relazioni internazionali
La creazione del Comitato Polacco di Liberazione Nazionale fu parte del tentativo di Stalin di creare una situazione che non potesse essere annullata nell'Europa orientale prima dei negoziati con gli Alleati. Questa azione innalzò la tensione tra l'URSS e gli altri membri delle Nazioni Unite, che avrebbe poi portato alla Guerra Fredda.
Fatti simili avvennero in molti altri stati dell'Europa dell'est sotto il controllo dell'Armata Rossa, come ad esempio in Romania nel marzo 1945, dove il governo comunista fu eletto con manipolazioni di voti, eliminazione e unione coatta di partiti politici.
Gli alleati del futuro blocco occidentale assistettero a questi eventi con ansia, specialmente perché Stalin aveva accettato precedentemente la Carta Atlantica e l'aveva firmata alla Conferenza di Jalta, promettendo di far svolgere elezioni "democratiche" nelle nazioni controllate dall'Armata Rossa, dopo aver firmato la Dichiarazione sull'Europa Liberata.
In realtà elemento fondamentale delle concezioni politiche di Stalin era che le nazioni sui confini sovietici, e in particolare la Polonia, dovessero essere "amiche" dell'Unione Sovietica; il dittatore sovietico riteneva essenziale, dopo gli eventi della seconda guerra mondiale, che fosse evitato sia un nuovo "cordone sanitario" ostile, sia che la Polonia potesse divenire, come nei due conflitti mondiali, ancora una "porta d'accesso" per un'invasione da parte della Germania.